# Indispensable (canção)
"Indispensable" é uma canção interpretada pela atriz e cantora mexicana Lucero. Foi lançada como segundo single do álbum de mesmo nome em 5 de Outubro de 2010 pela Siente Music.

## Informações
"Indispensable" que é o single principal do álbum da artista, é uma canção electropop e que dura três minutos. Lucero compôs em parceria com os brasileiros Karla Aponte e César Lemos, e fala sobre as dores de uma pessoa ao término de um relacionamento. A canção representa uma mudança radical de estilo da artista, que anteriormente se dedicava somente às baladas românticas.

## Lançamentos
A canção foi lançada em 5 de Outubro de 2010 e no álbum Indispensable em 21 de Setembro. Já o vídeo clipe, foi gravado em Miami, na Flórida sob direção de Luieville e lançado em 1 de Novembro pelo canal VEVO oficial da artista.

## Repercussão
A canção recebeu críticas negativas. Críticos no geral notaram o exagero das batidas dance e o efeito robótico da voz da cantora que não lhe caiu bem, e além disso, o videoclipe também foi bastante criticado. Primeiramente, além de terem achado o visual da cantora no clipe igual a de Lady Gaga, também foi apontado semelhanças a um outro clipe do grupo musical coreano 2NE1.

## Interpretações ao vivo
Lucero interpretou "Indispensable" pela primeira vez durante a nona edição do Prêmio Oye! em Novembro de 2010. Em Fevereiro de 2011, Lucero a interpretou durante a nona edição do Prêmio Lo Nuestro e no mês seguinte, interpretou durante o programa Sábado Gigante. Em Setembro, a artista interpretou a canção durante o evento Jalisco En Vivo junto com as canções "Esta Vez la Primera Soy Yo" e "Amor Virtual", outros singles do álbum. Em 25 de Outubro de 2012, Lucero interpretou a canção durante sua apresentação no Auditório Nacional que posteriormente foi lançado em seu álbum ao vivo En Concierto, em 19 de Novembro de 2013.

## Outras versões

### Versão em inglês
Lucero gravou uma versão em inglês de Indispensable, que acabou sendo incluído no álbum e também seu vídeo clipe, que foi lançado no dia 23 de Maio de 2011 pelo canal VEVO da artista. 

### Remixes
Tanto a versão original como a em inglês renderam doze remixes no total, todos produzidos por Andrés Castillo, Cesar Vilo, Yaxkin Retrodisko, Jon B, Saul Ruiz, Daniel Adame e Gerardo Rodriguez, que posteriormente foram lançados em download digital pelo site oficial de Lucero. Primeiramente, foi lançado o Indispensable: Remix em 18 de Janeiro de 2011 com as primeiras duas versões remixadas da canção em espanhol e inglês, e posteriormente o The Remixes em 10 de Março que contém outras dez versões remixadas.

## Formato e duração
- Airplay / download digital

1. "Indispensable" – 3:00

- CD single

1. "Indispensable" – 3:00
2. "Indispensable (English version)" – 3:00

- Download digital

1. "Indispensable (Remix)" – 3:54
2. "Indispensable (English remix)" – 3:56
3. "Indispensable (English Club Remix)" – 6:49
4. "Indispensable (Un Deseo English Remix)" – 6:16
5. "Indispensable (Retrodisco English Remix)" – 6:55
6. "Indispensable (English Club Remix)" – 6:49
7. "Indispensable (Diaz & Salazar Remix)" – 6:16
8. "Indispensable (Spanish Club Remix)" – 6:49
9. "Indispensable (Electro Dutch Remix)" – 4:58
10. "Indispensable (Gerardo Rodríguez Remix)" – 4:18
11. "Indispensable (John B Remix)" – 6:30
12. "Indispensable (Spanish Club Remix)" – 5:35

## Charts
| Chart (2010)                         | Posição |
| ------------------------------------ | ------- |
| Chile                                | 11      |
| Billboard Mexico Pop Español Airplay | 28      |

## Histórico de lançamentos
| País   | Data                 | Formato                            | Gravadora    |
| ------ | -------------------- | ---------------------------------- | ------------ |
| México | 5 de Outubro de 2010 | Airplay CD single download digital | Siente Music |